# 33200 Carasummit
33200 Carasummit è un asteroide della fascia principale. Scoperto nel 1998, presenta un'orbita caratterizzata da un semiasse maggiore pari a 3,1198694 UA e da un'eccentricità di 0,0894950, inclinata di 3,67271° rispetto all'eclittica.